# Michel Van den Bergh

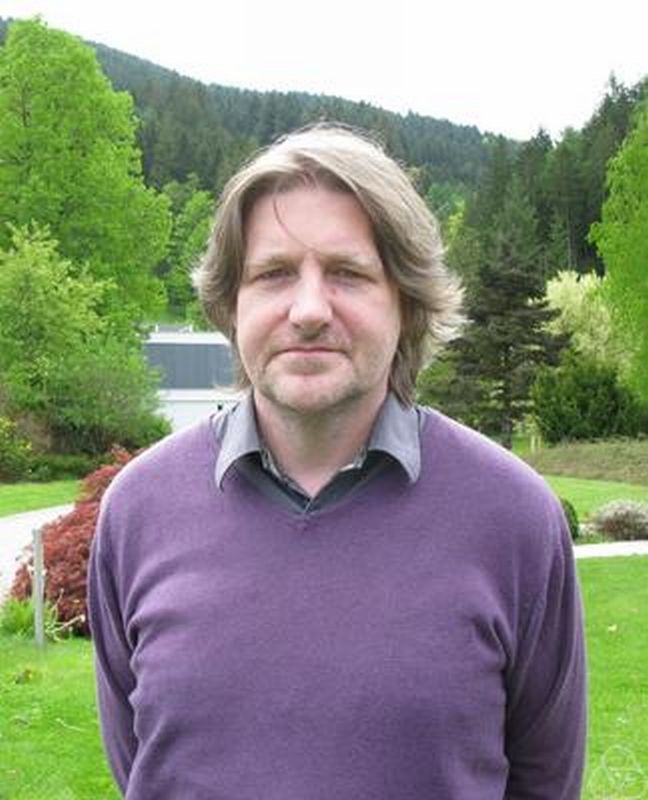
Michel Van den Bergh (2010)

Michel Van den Bergh (25 juli 1960) is een Belgisch wiskundige. Van den Bergh is hoogleraar aan de Vrije Universiteit Brussel en doet onderzoek aan de Universiteit Hasselt. Zijn onderzoek richt zich op de fundamentele relatie tussen algebra en meetkunde. In 2003 werd zijn werk bekroond met de Francquiprijs in de exacte wetenschappen.
Van den Bergh studeerde aan de Universiteit Antwerpen bij Freddy Van Oystaeyen en Jan Van Geel en promoveerde daar in 1985 op een proefschrift getiteld Algebraic Elements in Finite Dimensional Division Algebras. Hij behaalde zijn aggregatie voor het hoger onderwijs aan dezelfde instelling in 1990.
Naast zijn beroepsactiviteit als wiskundige interesseert hij zich voor schaken en computerschaak.